# Gotikhel
Gotikhel (nep. गोटीखेल) – gaun wikas samiti w środkowej części Nepalu w strefie Bagmati w dystrykcie Lalitpur. Według nepalskiego spisu powszechnego z 2001 roku liczył on 408 gospodarstw domowych i 2059 mieszkańców (1037 kobiet i 1022 mężczyzn).